# 한하운문학상
한하운문학상은 한국시연구협회와 월간 '시와 시인' 가 세계유일의 나병시인 한하운의 문학적 업적을 기리기 위해 문화관광부 후원으로 1998년 제정된 문학상이다.

## 역대 수상 작품
- 1998년 1회 민족과 역사, 전통과 서정을 잃지 않고 현대적 서구경향의 시가 만연한 90년대에 독보적인 한국 전통서정시를 구축한 향토시인 서지월 <꽃피는 시간>외 20편[1]
- 2001년 3회 손광세 <신라금관>
- 2003년 4회 등단이래 25년간 따뜻한 감성을 바탕으로 인간의 내면과 우주의 본질에 깊은 관심을 가져온 김우영 <부속사 가는 길> 등 6편(계간지 <시로 여는 세상> 발표)[2]
- 2009년 5회 최영종 수필집 <허락 못 받은 변집견>[3]